# كتابة المستقبل
كتابة المستقبل هو إعلان عن كرة القدم من شركة نايكي . الإعلان الكامل يستغرق 3 دقائق ويظهر فيه ديدييه دروغبا ، فابيو كانافارو ، واين روني ، فرانك ريبيري ، رونالدينيو ، و كريستيانو رونالدو . جميع اللاعبين يلعبون في مباراة مقامة في بطولة كأس العالم مع بعض المؤثرات الخارجية . تم إذاعة الإعلان أثناء إقامة بطولة كأس العالم لكرة القدم 2010 . يعتبر الجزء الثاني من سلسلة إعلان سابق بعنوان خذه إلى المستوى التالي والذي تمت إذاعته في سنة 2008 .